# Kolmonen
Kolmonen (Fins voor "Nummer Drie") is het vijfde niveau voetbal in het voetbalsysteem van Finland. Deze competitie bestaat uit een groot aantal regionale divisies ingedeeld naar regio. 
Tot en met 2023 was de Kolmonen de vierde klasse, maar door het toevoegen van de Ykkösliiga als tweede klasse schoof de competitie naar beneden in de voetbalpiramide.
Onder de Kolmonen zijn nog de Nelonen (zesde niveau), Vitonen (zevende), Kutonen (achtste) en Seiska (negende).

## Archief eindstanden
Zie het artikel competitievoetbal in Finland voor eindstanden van de Veikkausliiga, de Ykkösliiga, de Ykkönen en de Kakkonen in de voorbije jaren.